# Flanerande

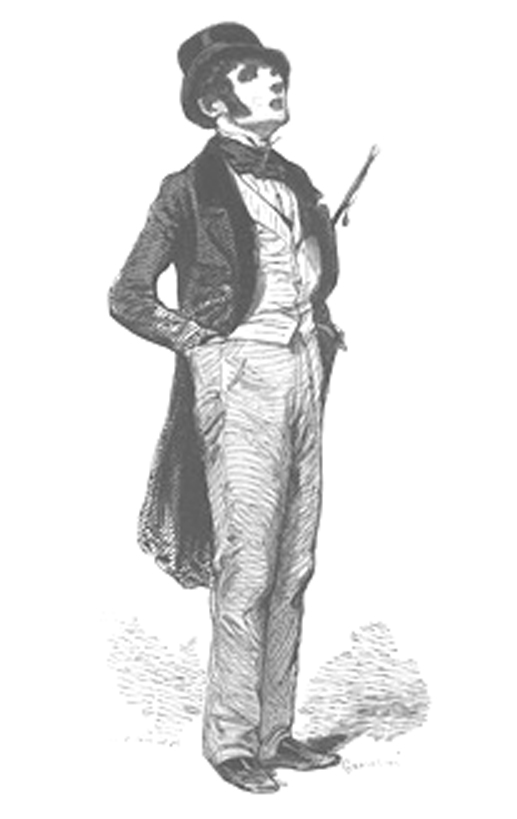
Paul Gavarni, Le Flâneur, 1842.

Flanerande är en sorts tanklöst och mållöst strosande. Den som flanerar kallas för flanör, vilket kommer från det franska substantivet flâneur i betydelsen "strosa omkring". Från första början var flanören en litterär figur i 1800-talets Frankrike, som var central i avbildningarna av Paris gator. Flanören associeras ofta till en man med mycket fritid som bara strövar omkring - en sorts urban explorer eller kännare av en stads gator.
Baudelaire har kommit att i akademiska studier ses som en central förgrundsgestalt i det moderna flanerandet, efter Walter Benjamins återkopplingar till Baudelaires poesi. I Benjamins verks eftermäle har flanören blivit ett efterforskat ämne för lärda, konstnärer och författare.

## Etymologi

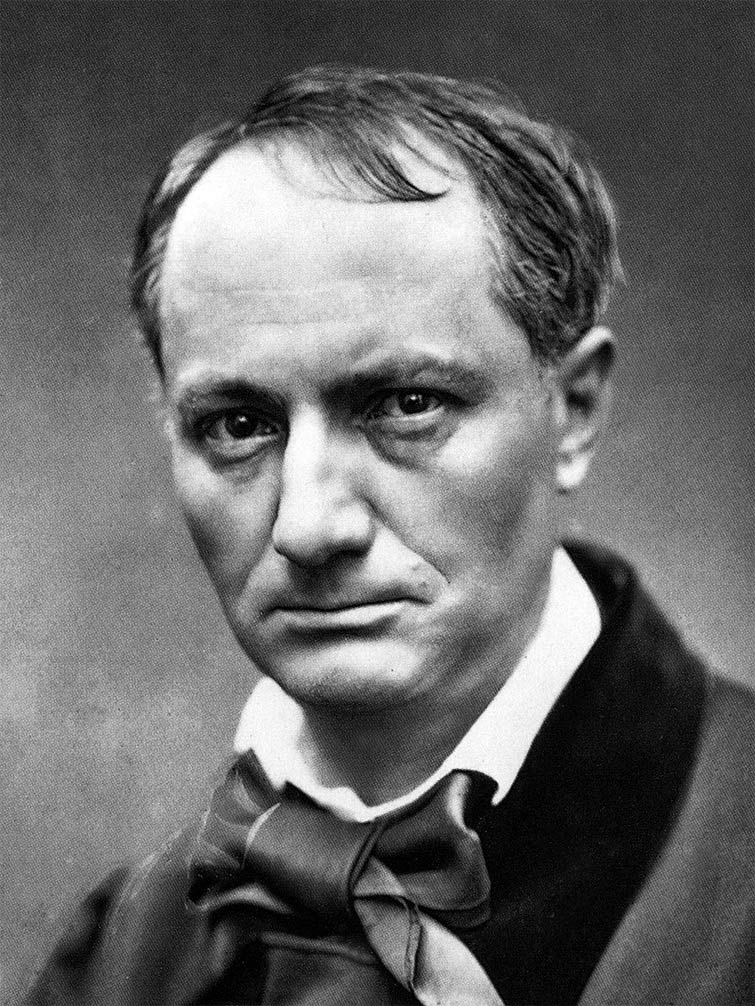
Charles Baudelaire.

Ordet flânerie har i betydelsen "strosande" sitt ursprung i 15- eller 1600-talet, ofta med konnotationen att slösa tid. Under 1800-talet växte dock en annan betydelse successivt fram. En lång definition gavs i Larousses Grand dictionnaire universel du XIXe siècle i den åttonde volymen från 1872. Där beskrivs flanören något ambivalent: både som nyfiken och lat. I samma utgåva definierades de olika sorterna av flanörer: flanörer längs boulevarder, i parker, i gallerior, på caféer, såväl som tanklösa eller intelligenta flanörer.
När lexikonet gavs ut hade orden redan utvecklat många associationer. Sainte-Beuve skrev att flanerande "är raka motsatsen till att göra ingenting." Honoré de Balzac beskrev det som "ögats gastronomi". Anaïs Bazin skrev att "den enda helt självständiga Parisbon är flanören." Victor Fournel i Ce qu’on voit dans les rues de Paris (Vad man ser på Paris gator) ägnade ett kapitel åt flanerandets konst, och för Fournel var detta på inget sätt associerat med lättja utan snarare ett sätt att förstå stadslandskapets rika mångfald: ett omkringflyttande fotografi av urbana erfarenheter. Under 1860-talet, under ombyggnationerna av Paris under Napoleon III och Baron Haussmann presenterade Baudelaire ett minnesvärt porträtt av flanören som den moderna stadens konstnär och poet:
| ” | Folksamlingen är hans element, liksom luften är fåglarnas och vattnet fiskarnas. Hans passion och mål är att bli av samma kött och blod som folksamlingen. För den sanna flanören, för den passionerade åskådaren, är det den största glädje att bygga ett hus i mängdens hjärta, bland rörelsens ebb och flod, mitt bland det flyktiga och infinita. Att vara hemifrån och trots det känna sig hemma överallt; att se världen, att vara i världens centrum, och trots det fortsätta vara gömd från den - såsom tungan blott klumpigt kan definiera. Åskådaren är prinsen som överallt gläds över sitt inkognito. Livsälskaren gör hela världen till sin familj, på samma sätt som älskaren av det täcka könet bygger upp sin familj av alla de vackra kvinnor han någonsin hittat eller som kommer - eller inte kommer - att hittas; eller bildälskaren som lever i ett magiskt samhälle av drömmar målade på canvas. Således går den som älskar det universella livet in i folkmassan som om den vore en oerhörd reservoar av elektrisk energi. Eller så liknar vi honom vid en spegel lika stor som folkmassan själv; eller vid ett kalejdoskop med medvetandets gåva, som svarar på allas rörelser och mångfald och återger livets multiplicitet och det flackande behaget av alla livets element. | „ |
| – | |   |

Med utgångspunkt i Fournel och i sina analyser av Baudelaires poesi beskrev Walter Benjamin flanören som huvudkaraktären av den moderna stadens åskådare: en amatördetektiv och utredare av staden. Flanören var dessutom ett tecken på alienering av staden och kapitalismen. För Benjamin var flanörens död kapitalismens triumf. Flanören placerades i dessa texter ofta jämte slöfocken, tölpen eller gäsparen. Fournel skrev att "flanören ej får sammanblandas med slöfocken; en nyans måste här observeras. . . . Flanören har alltid full kontroll över sin individualitet medan slöfockens individualitet försvinner, absorberas av den yttre världen . . . som förgiftar honom till den grad att han glömmer bort sig själv. Under inflytande av det spektakel som presenterar sig för honom blir han en opersonlig varelse: han är inte längre en människa, han är en del av det allmänna, av massan."
Under decennierna sedan Benjamin har flanören varit föremål för många olika tolkningar och upptagningar. Flanören har använts för att förklara bland annat den moderna och urbana upplevelsen, det urbana åskådandet, för att förklara klasspänningar och könsuppdelningar i 1800-talets stad, för att beskriva modern alienering och för att förklara masskulturens ursprung. Det har dessutom fungerat som en inspirationskälla för många författare och konstnärer.

## Stadsliv

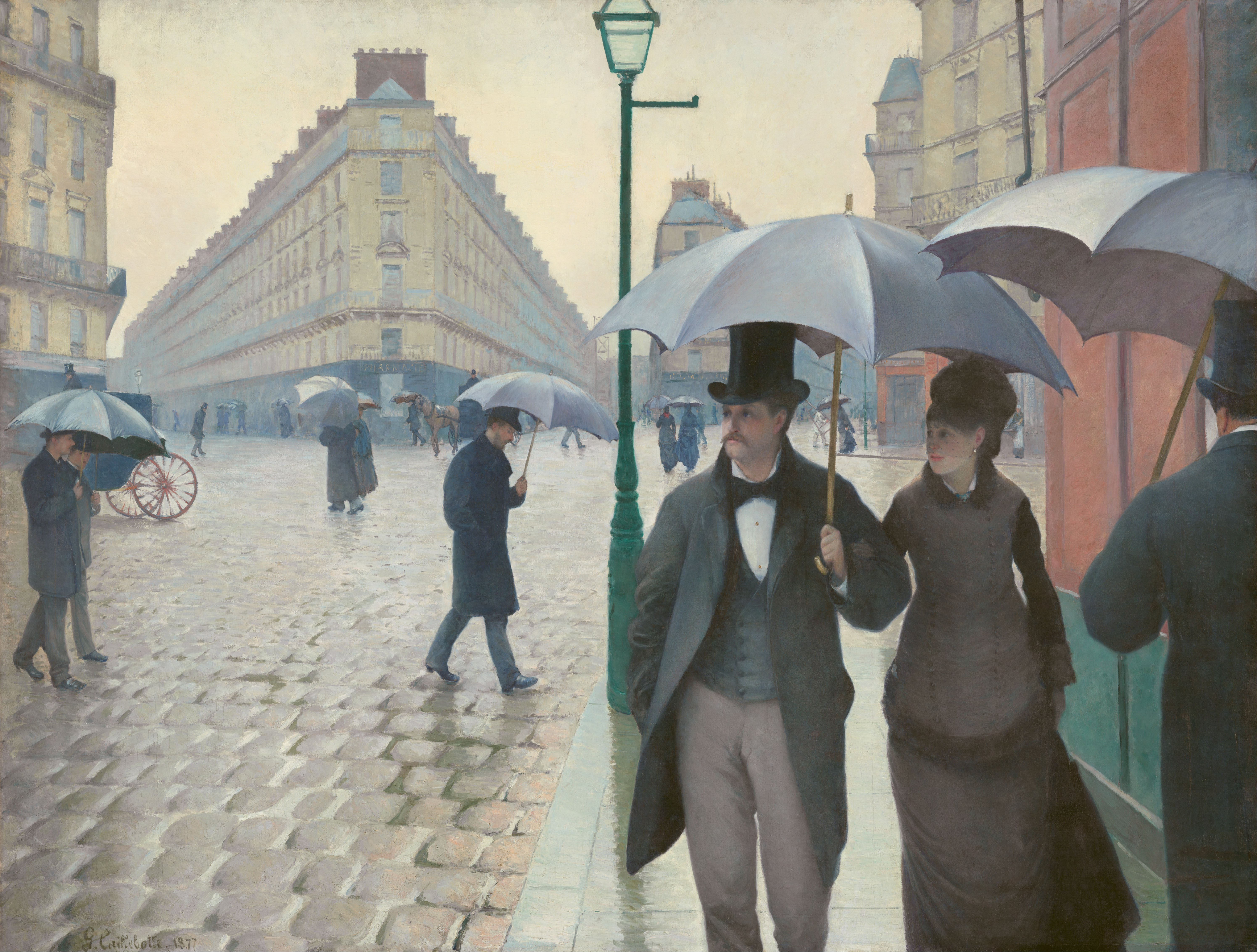
Gustave Caillebotte. Rue de Paris, temps de pluie, 1877. Art Institute of Chicago.

Baudelaire - som karaktäriserade flanören som en "gentlemannastrosare av stadens gator" - menade att flanören hade en viktig roll i att förstå, delta i och porträttera staden. Flanören hade således en dubbelroll i stadslivet samtidigt som man i teorin skulle fortsätta vara en avkopplad observant. Hans ståndpunkt - att man både skall och inte skall tillhöra staden - är en kombination av sociologiska, antropologiska, litterära och historiska idéer om relationen mellan individen och folket. Efter februarirevolutionen 1848, när det franska riket återetablerades med borgerliga idéer om ordning och moral började Baudelaire hävda ståndpunkten att den traditionella konsten inte var tillräcklig för det moderna livets nya dynamiska komplexitet. Sociala och ekonomiska förändringar som kom med industrialiseringen krävde att konstnären själv beblandade sig i staden för att bli - som Baudelaire uttryckte det - "en trottoarens botanist." David Harvey menar att "Baudelaire kom att slitas från sida till sida för resten av sitt liv mellan rollen som flanör och dandy: en avkopplad och cynisk voyeur å ena sidan, och en man av folket som passionerat rör sig bland sina medborgare å andra sidan."
Åskådare-deltagare-dialektiken kan ses delvis genom dandykulturen. Med stor självmedvetenhet, till viss del färgstark och teatralisk, skapade dandierna vid 1800-talets mitt scener genom galna akter som att med sköldpaddor i koppel vandra längs Paris gator. Dessa akter exemplifierar flanörens aktiva deltagande i och fascination med gatulivet samtidigt som det visar på en kritisk hållning mot det moderna stadslivets enformighet, hastighet och anonymitet. 
Flanörkonceptet är viktigt när man diskuterar modernitet i akademiska sammanhang. Baudelaires estetiska och kritiska visioner öppnade upp den moderna staden som en utredningsplats, men teoretiker som Georg Simmel började kodifiera upplevelserna i staden på mer sociologiska och psykologiska sätt. I sin uppsats "The Metropolis and Mental Life" teoretiserar han över att den moderna stadens komplexitet skapar nya sociala band och nya attityder mot andra. Den moderna staden ändrade människor och deras relation till tid och rum samt inpräntade i dem en blasé attityd och ändrade grundläggande idéer om frihet och varande:  
| ”                                 | De djupaste problemen i modernt liv kommer från individens strävan efter att behålla sin existens självständighet och individualitet gentemot överväldigande sociala krafter, historiska arv, externa kulturer och livets tekniker. Den primitiva mannens tvungna kamp mot naturen för sin kroppsliga existens antar i denna moderna form sin senaste transformation. 1800-talet tillbjöd mannen att frigöra sig själv från alla historiska band till staten, till religionen, till moralen och till ekonomin. Mannens natur, som ursprungligen är god och gemensam för alla, skulle utvecklas utan att stoppas. Förutom mer frihet krävde 1800-talet den funktionella specialiseringen av mannen och hans arbete: denna specialisering gör en individ ojämförbar med en annan, och båda av dem oumbärliga till högsta möjliga mån. Det gör dock varje man mer beroende på alla andras påföljande aktiviteter. Nietzsche ser individens fulla utveckling som betingad av den mest hänsynslösa kampen av individer; socialismen menar att all konkurrens av samma anledning skall förtryckas. Hur det än förhåller sig med det är samma grundläggande motiv i alla dessa positioner på plats: personen vägrar nedgraderas och utslitas av socio-teknologiska mekanismer. | „ |
| – The Metropolis and Mental Life. | |   |

1962 uttryckte Cornelia Otis Skinner att det inte finns någon engelsk motsvarighet till ordet, "på samma sätt som det inte finns någon anglosaxisk motsvarighet till den huvudsakligen galliska individ som avsiktligt utan mål vandrar omkring, obesvärad av några som helst tvång, måsten eller stress, som, genom att vara fransk och därför frugal, inte slösar med något, ej heller sin tid som han tillbringar likt gourmetens lugna urskiljning av smaker, och inkänner stadens många olika smaker.

## Arkitektur och stadsplanering
Flanörkonceptet har blivit av vikt i arkitektur och stadsplanering. Det beskriver de som indirekt och oavsiktligt påverkas av en speciell design som man upplever bara genom att passera. Walter Benjamin upptog konceptet både som ett analytiskt verktyg och som en livsstil. Från sin marxistiska ståndpunkt beskrev han flanören som en produkt av det moderna livet och den industriella revolutionen utan motstycke i historien, en parallell till framkomsten av turisten. Benjamins flanör är en icke involverad men i högsta grad mottaglig bourgeoisdilettant. Benjamin själv var i högsta grad flanerande, med sina sociala och estetiska observationer under långa promenader genom Paris. Till och med titeln på hans oavslutade Passagenwerk kommer från hans uppskattning av täckta shoppingstråk. Robert Walser publicerade 1917 novellen "Der Spaziergang", ett typexempel på flanörlitteratur.
I modern arkitektur och stadsplanering är formgivning med flanörer i åtanke ett sätt att närma sig de psykologiska aspekterna av den byggda omgivningen. Arkitekten Jon Jerde formgav Horton Plaza och Universal CityWalk kring idén att man skulle erbjuda överraskningar, distraheranden och händelsesekvenser för gångtrafikanter.